# Іматрові камені
Іматрові камені (рос. иматровы камни, англ. fairy stones, нім. Smatrasteine m pl) — мергельні конкреції дивовижної, часто дископодібної, концентрично-дискоїдальної форми. Утворюють зростки специфичної форми, типу «вісімки» і складніші. Виникають в шарах стрічкових глин, в озерних відкладах. Описані багатьма дослідниками під різними назвами на велетенській території від Фінляндії до Канады, у Північно-Східних штатах США, в Тувинській автономній республіці, на Північному Кавказі.
Від назви водоспаду Іматра в Фінляндії.